# Dina Meyer
Dina Meyer, född 22 december 1968 i Queens, New York, USA, är en amerikansk skådespelare.

## Filmografi, i urval
- 1995 – Johnny Mnemonic
- 1996 – Dragonheart
- 1997 – Vänner (TV-serie)
- 1997 – Starship Troopers
- 2002 – Star Trek Nemesis
- 2004 – Saw
- 2005 – Wild Things: Diamonds in the Rough (TV-film)
- 2005-2006 - Point Pleasant (TV-serie)
- 2005 – Saw II
- 2006 – Saw III
- 2006 – Crazy Eights
- 2010 – Piranha 3D